# 코프리브니차
코프리브니차(크로아티아어: Koprivnica, 헝가리어: Kapronca 커프론처[*], 독일어: Kopreinitz 코프라이니츠[*])는 크로아티아 북부에 위치한 도시로 코프리브니차크리제브치주의 주도이며 면적은 90.94km2, 도시 인구는 23,896명(2011년 기준), 지방 자치체 인구는 30,872명(2011년 기준)이다.